# Ван Сюй
Ван Сюй (кит. упр. 王旭, пиньинь Wáng Xù, род. 27 сентября 1985) — китайская женщина-борец, олимпийская чемпионка 2004 года в весовой категорий 72 кг. Первая китайская олимпийская чемпионка по вольной борьбе.

## Биография
Родилась в 1985 году в Пекине. В возрасте 8 лет пошла в спортшколу, стала заниматься дзюдо. Уже в возрасте 13 лет вошла в сборную Пекина по борьбе.
В 2001 году стала чемпионкой Азии. В 2002 году завоевала серебряную медаль чемпионата мира. На чемпионате мира 2003 года стала обладательницей бронзовой медали. В 2004 году приняла участие в Олимпийских играх в Афинах, где в финале со счетом 7-2 победила представительницу России Гюзель Манюрову. В 2006 году стала чемпионкой Азиатских игр. В 2007 году завоевала серебряные медали чемпионата Азии и кубка мира, а на чемпионате мира заняла 5-е место.